# Союз писателей (журнал, Росія)
«Союз писателей» — російський літературний журнал однойменного видавництва, яке є найбільшим у Росії видавничим проєктом самодіяльного літературного об'єднання.
Видавництво і журнал виникли внаслідок згуртування літературних організацій Кузбасу довкола поетичного клубу Новокузнецька. У 2010 році остаточно сформувалася Міжнародна спілка творчих сил (МСТС), яка в 2011 році заснувала видавництво «Союз писателей». Новостворене видавництво того ж року видало пробний номер журналу. У 22 березня 2012 року журнал був зареєстрований у Роскомнагляді.
Видавництво і журнал проводять регулярні літературні конкурси, головним призом яких є безкоштовне видання книжки переможця.